# Проклятие Пиковой дамы
Проклятие Пиковой Дамы (англ. Queen of Spades) — дебютный кинофильм ужасов с элементами слэшера канадского режиссёра Патрика Уайта. Фильм является своеобразным ремейком российского фильма «Пиковая дама: Чёрный обряд» и имеет схожий сюжет. Одним из авторов сценария выступил создатель оригинального фильма Святослав Подгаевский.
Слоган фильма: «Есть некоторые вещи, которые нельзя говорить перед зеркалом».

## Сюжет
4 подростка, — Анна, Кэти, Себастиан и Мэттью — обсуждают, что надо сделать, чтобы собрать больше подписок на Youtube.
Внезапно они замечают, что на крыше ходит человек. Подростки пристально смотрят на него, пока тот не падает с крыши и быстро бегут к нему. Компания вызывает скорую помощь, но еле живой человек лишь повторяет: «Пиковая дама, приди…»
Вечером Анна проводит время со своей няней и друзьями. Мэттью читает про Пиковую Даму, а после предлагает её вызвать. Все почти сразу соглашаются.
Они уговаривают Анну провести ритуал со свечой и зеркалом, и когда злобная сущность начинает сильно портить ребятам жизнь, они обращаются за помощью к русскому эмигранту, написавшему книгу о пиковой даме.

## В ролях
| Актёр          | Роль               |
| -------------- | ------------------ |
| Ава Престон    | Анна               |
| Эрик Осборн    | Себастиан          |
| Джейми Блох    | Кэти               |
| Набил Рэджо    | Мэттью             |
| Дэниэл Кэш     | Смирнов            |
| Каэлин Ом      | Мэри               |
| Криста Марчанд | Пиковая дама       |
| Генри Квок     | мужчина в бассейне |
| Мишель ЛеБлан  | женщина в плаще    |

## Съёмочная группа
- Режиссёр
  - Патрик Уайт

- Сценарий
  - Джон Айнсли
  - Патрик Уайт,
  - Святослав Подгаевский
- Продюсер
  - Брендан Макнилл
  - Майкл Бэйкер
  - Грег Хискок

- Оператор
  - Скотт МакИнтайр
- Художник
  - Винсент Московец
  - Джоэль Фокс,
  - Chelsea Graham
- Монтаж
  - Джордан Круг

## Прокат
Фильм был разработан ещё в 2019 году, но из-за осложнений вызванных пандемией, премьеру пришлось отложить на 2021 год. Российская премьера состоится 19 августа 2021 года в кинотеатре «Кинологистика», но изначально она должна была состоятся ещё 22 июля этого же года, в то время как мировая, первоначально запланированная на 15 июня того же года, фактически состоялась 11 июня; интернет-премьера фильма состоялась в день мировой премьеры; 29 июня фильм был выпущен на Blu-ray. Отечественная премьера должна была состоятся одновременно с мировой, но состоялась 16 августа 2021 года, 19 августа 2021 года фильм вышел в России в массовый прокат.

## Критика
Искусствовед Людмила Смирнова негативно оценила фильм: «Канадцы сделали чистую копирку с фильма, который тоже по сути является копиркой с претензией на отсылки к аутентичному русскому фольклору… В общем, сам факт того, что российский фильм решили адаптировать на Западе, не может не радовать. Жаль, что в итоге получилась крайне проходная работа».